# Sèto–Gbodjè
Sèto–Gbodjè est un quartier du 4e arrondissements de la commune de Porto-Novo localisé dans le département de l'Ouémé au Sud-Est du Bénin.

## Histoire et toponymie

### Histoire
Sèto–Gbodjè devient officiellement un quartier du 4e arrondissement de la commune de Porto-Novo à la suite de la loi no 2015-1 du 6 Mars 2015 modifiant et complétant la loi no 2013-5 du 27 mai 2013 portant création, organisation, attribution et fonctionnement des unités administratives locales en république du Bénin.

## Population
Selon le recensement général de la population et de l'habitation de 2013 conduit par l'Institut national de la statistique et de l'analyse économique (INSAE), Sèto–Gbodjè compte 131 ménages avec 8 036 habitants,.